# Phäohyphomykose
Als Phäohyphomykose (engl. Phaeohyphomycosis) (griechisch φαιός phaiós, deutsch ‚dunkel‘; ὑφή hyphe ‚Gewebe‘; μύκης mýkes ‚Pilz‘)  bezeichnet man eine chronische Infektion der Haut und Unterhaut mit verschiedenen pigmentierten Pilzen, die bei Rindern, Pferden, Katzen und Hunden vorkommt.

## Erreger
Die Phäohyphomykose ist eine Mykose, die durch Pilze aus den Gattungen Alternaria, Bipolaris, Cladophialophora, Curvularia, Exophiala („schwarze Hefe“), Fonsecaea, Moniliella, Phialophora, Ramichloridium und Scolecobasidium ausgelöst werden kann. Diese Pilze kommen in der normalen Umgebung häufig vor und ernähren sich von organischem Material (Saprophyten). Geraten sie durch eine Hautverletzung in eine Wunde, können sie dort eine Infektion auslösen.

## Symptome
Eine Phäohyphomykose äußert sich durch geschwürartige, pyogranulomatöse, knotige Hautveränderungen. Knotenbildung kann auch in den Atemwegen auftreten, insbesondere in der Nase. Die knotigen Veränderungen sind langsam wachsend und können Fisteln bilden. Im Innern enthalten sie pigmentierte Hyphen, die unregelmäßig vergrößert sind.

## Diagnose
Die Diagnose erfolgt durch mikroskopische Untersuchung des aus den Läsionen austretenden Ausflusses und von Biopsien, in denen pigmentierte Hyphen mit 2 bis 6 μm Durchmesser nachgewiesen werden können, an deren Ende sich Konidiophoren von 6 bis 12 μm Durchmesser befinden, welche die Sporen enthalten. Mikroskopisch können die verschiedenen Erreger nicht unterschieden werden. Der genaue Erreger kann über PCR oder Pilzkultur bestimmt werden. Als Differentialdiagnose kommen Tumoren, Granulome anderer Genese und Epidermoidzysten in Frage.

## Therapie
Die Infektion bleibt meist auf Haut und Unterhaut beschränkt. Behandlung der ersten Wahl ist das chirurgische Ausschneiden der Läsion (Exzision). Alternativ kann eine Behandlung mit Antimykotika in Betracht gezogen werden. Therapeutika der Wahl sind Amphotericin B und Itraconazol.